# Сидни, Уильям, 1-й виконт де Л’Айл
Уильям Филип Сидни, 1-й виконт де Л’Айл (англ. William Philip Sidney, 1st Viscount De L'Isle; 23 мая 1909, Челси, Лондон, Великобритания — 5 апреля 1991, Тонбридж, Кент, Великобритания) — британский государственный и политический деятель, пятнадцатый генерал-губернатор Австралии с 3 августа 1961 по 7 мая 1965 года.

## Биография

### Молодые годы
Уильям Филип Сидни родился 23 мая 1909 года в Челси, районе Лондона. Он был младшим из двух детей в семье, и единственным сыном Уильяма Сидни, 5-го барона де Л’Айл и Дадли (19 августа 1859—18 июня 1945) и его жены, Уинифред Агнеты Йорк Беван (ум. 11 февраля 1959). Семья Сидни являлась одной из старейших и наиболее уважаемых семей Англии. Он был потомком короля Вильгельма IV и его любовницы Дороти Джордан. Он получил образование в Итоне и колледже Магдалены в Кембридже и стал дипломированным бухгалтером. В 1929 году он присоединился к гренадерской гвардии.

### Семья
8 июня 1940 года Уильям Сидни женился на Жаклин Коррин Ивонн Верекер (20 октября 1914—15 ноября 1962), дочери фельдмаршала Джона Горта. У пары было пятеро детей:
- Элизабет София (р. 12 марта 1941)
- Кэтрин Мэри (р. 20 октября 1942)
- Филипп Джон Алджернон, 2-й виконт де Л’Айл (р. 21 апреля 1945)
- Энн Марджори (р. 15 августа 1947)
- Люси Коринна Агнета (р. 21 февраля 1953)

После смерти жены, он женился на Маргарет Шубридж 24 марта 1966 года в Париже. У них не было детей.

### Военная служба
Во время Второй мировой войны Сидни служил во Франции и Италии. Он руководил несколькими солдатами в обороне плацдарма Анцио в феврале 1944 года, за что был награждён Крестом Виктории. Сидни провел успешную атаку на немецкие войска из оврага. Позже он возглавил другую контратаку и бросился вперед, расстреливая немцев своим автоматом в упор. Когда атака была возобновлена, Сидни и один гвардеец получили ранения и ещё один был убит, но он не соглашался на перевязку, пока немцы не были отбиты и положение батальона было зафиксировано. В течение этого времени, слабый от потери крови, он продолжал вдохновлять своих людей.
В дальнейшем, когда его спрашивали, где он был ранен, он шутливо отвечал — в Италии. Факт, того, что он был ранен в ягодицы, тщательно скрывался. Крест Виктории ему вручал генерал Александер Харольд 3 марта 1944 года в Италии.

### Политическая жизнь
На довыборах в Челси в октябре 1944 года он был избран на безальтернативной основе в Палату общин от Консервативной партии. Его отец умер в июне 1945 года, и он стал как 6-м бароном де Л’Айл и Дадли, требуя перевода в Палату лордов. Он ушёл из Палаты общин после всеобщих выборов июля 1945 года.
В 1951 году он был назначен министром авиации в правительстве премьер-министра Уинстона Черчилля и занимал эту должность до 1955 года. За это время он посетил Австралию и встретился с премьер-министром Робертом Мензисом. 
12 января 1956 года для Уильяма Сидни, 6-го барона де Л’Айл и Дадли, был создан титул виконта де Л’Айл, из Пеншурста в графстве Кент.

### Пост генерал-губернатора Австралии
В 1961 году, после внезапной смерти Уильяма Моррисона, Мензис рекомендовал назначить Уильяма Сидни на пост генерал-губернатора Австралии. Он исполнял свои церемониальные обязанности с достоинством и много путешествовал по Австралии. Во время его пребывания в должности не было никаких политических или конституционных споров, хотя либеральное правительство Мензиса до ноября 1963 года имело большинство в палате представителей с преимуществом в два места.

### Отставка и смерть
К моменту выхода на пенсию в 1965 году, общественное мнение было сильно в пользу сохранения поста генерал-губернатора. Его постоянный интерес к Австралии характеризовали несколько визитов после его выхода на пенсию, последний — на двухсотлетие Австралии в 1988 году, когда он представил бронзовую статую, стоящую у Дома правительства в Канберре.
23 апреля 1968 года он стал Рыцарем Ордена Подвязки, став таким образом вторым человеком, награждённым высшими орденами галантности и рыцарства — Крестом Виктории и Орденом Подвязки. Другим является Фредерик Робертс.
В 1975 году он стал одним из основателей компании «Ассоциация свободы», правоцентристской некоммерческой организации.
Уильям Филип Сидни, 1-й виконт де Л’Айл скончался 5 апреля 1991 года в графстве Кент. Его титул принял его единственный сын, Филипп.